# Campionato mondiale di calcio 1994
Il campionato mondiale di calcio 1994 o Coppa del Mondo FIFA 1994 (in inglese: 1994 FIFA World Cup), noto anche come USA 1994, è stato la quindicesima edizione della massima competizione per le rappresentative di calcio (squadre comunemente chiamate "nazionali") maschili maggiori delle federazioni sportive affiliate alla FIFA.
Si svolse negli Stati Uniti d'America dal 17 giugno al 17 luglio 1994 e fu vinta dal Brasile, dopo aver sconfitto l'Italia in finale ai rigori per 3-2. Il Brasile si aggiudicò il suo quarto titolo mondiale e fu la prima nazionale a raggiungere questo storico traguardo. Per la prima volta nella storia il titolo mondiale veniva assegnato dopo i tiri di rigore, dopo che i tempi regolamentari e supplementari della finale si erano conclusi col risultato di parità (0-0).
L'inno ufficiale del torneo era Gloryland di Daryl Hall. Fu il primo campionato mondiale di calcio in cui vennero assegnati i tre punti per la vittoria durante la fase a gironi.

## Assegnazione

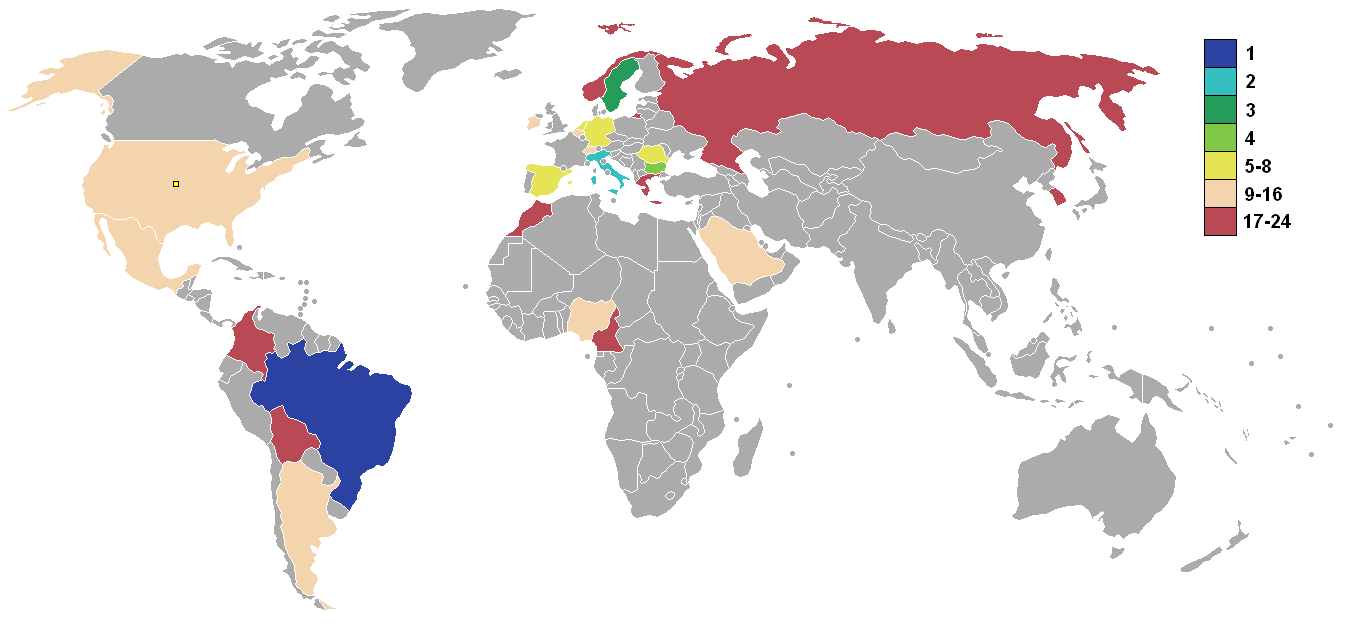
Piazzamenti delle nazionali

Annunciata il 4 luglio 1988 da Henry Kissinger, l'edizione 1994 del campionato mondiale di calcio si tenne negli Stati Uniti, per la prima volta al di fuori di Europa occidentale e America Latina, e per la prima volta con l'assegnazione di tre punti a vittoria nella fase a gironi. Questa fu anche l'ultima edizione a ventiquattro squadre, ampliata a trentadue dal mondiale successivo.
Tra le condizioni richieste dalla FIFA per l'assegnazione vi era anche la creazione di un campionato nazionale professionistico: nel 1993 nacque la Major League Soccer.
A causa del fuso orario, per permettere ai telespettatori europei di assistere alle partite si giocò fra la mattina e il primo pomeriggio, il che penalizzò la forma fisica dei calciatori a causa degli alti valori di temperatura e umidità. 
A seguito del sorteggio della fase a gironi, avvenuto il 19 dicembre 1993, gli Stati Uniti padroni di casa furono inseriti nel girone con Svizzera, Colombia e Romania; il Brasile ritrovò la Svezia, già affrontata quattro anni prima, il Camerun e la Russia (in un raggruppamento definito girone di ferro, che non tradirà le aspettative, avendo al suo interno due future semifinaliste); la Germania campione in carica arrivò negli Stati Uniti con numerosi campioni di Italia 1990, nonostante questo rendesse l'età media della squadra molto avanzata. Il sorteggio le riservò la Spagna, la Bolivia e la Corea del Sud; gruppo apparentemente facile, ma che non si rivelerà tale. L'Argentina, che incontrava Bulgaria, Grecia e Nigeria, riponeva le speranze nel ritorno di Maradona; l'Italia, prima classificata nel girone A di qualificazione della zona UEFA, venne sorteggiata al mondiale nel girone E insieme a Irlanda, Norvegia e Messico; i Paesi Bassi, infine, dovettero affrontare i confinanti del Belgio (teste di serie del gruppo F), l'Arabia Saudita e il Marocco.

## Stadi
Gli stadi scelti per ospitare il Campionato mondiale di calcio 1994 furono nove in altrettante città:
| Pasadena               | Pontiac | Stanford | East Rutherford |
| ---------------------- | --- | --- | --- |
| Rose Bowl              | Pontiac Silverdome | Stanford Stadium | Giants Stadium |
| 34°09′41″N 118°10′03″W | 42°38′45″N 83°15′18″W | 37°25′45″N 122°08′17″W | 40°48′44″N 74°04′37″W |
| Capienza: 91 794       | Capienza: 77 557 | Capienza: 80 906 | Capienza: 75 338 |
|                        | | | |
| Orlando                | Pasadena Pontiac Stanford East Rutherford Orlando Chicago Dallas Foxborough WashingtonCampionato mondiale di calcio 1994 (Stati Uniti d'America) | Pasadena Pontiac Stanford East Rutherford Orlando Chicago Dallas Foxborough WashingtonCampionato mondiale di calcio 1994 (Stati Uniti d'America) | Pasadena Pontiac Stanford East Rutherford Orlando Chicago Dallas Foxborough WashingtonCampionato mondiale di calcio 1994 (Stati Uniti d'America) |
| Citrus Bowl            | Pasadena Pontiac Stanford East Rutherford Orlando Chicago Dallas Foxborough WashingtonCampionato mondiale di calcio 1994 (Stati Uniti d'America) | Pasadena Pontiac Stanford East Rutherford Orlando Chicago Dallas Foxborough WashingtonCampionato mondiale di calcio 1994 (Stati Uniti d'America) | Pasadena Pontiac Stanford East Rutherford Orlando Chicago Dallas Foxborough WashingtonCampionato mondiale di calcio 1994 (Stati Uniti d'America) |
| 28°32′21″N 81°24′10″W  | Pasadena Pontiac Stanford East Rutherford Orlando Chicago Dallas Foxborough WashingtonCampionato mondiale di calcio 1994 (Stati Uniti d'America) | Pasadena Pontiac Stanford East Rutherford Orlando Chicago Dallas Foxborough WashingtonCampionato mondiale di calcio 1994 (Stati Uniti d'America) | Pasadena Pontiac Stanford East Rutherford Orlando Chicago Dallas Foxborough WashingtonCampionato mondiale di calcio 1994 (Stati Uniti d'America) |
| Capienza: 61 219       | Pasadena Pontiac Stanford East Rutherford Orlando Chicago Dallas Foxborough WashingtonCampionato mondiale di calcio 1994 (Stati Uniti d'America) | Pasadena Pontiac Stanford East Rutherford Orlando Chicago Dallas Foxborough WashingtonCampionato mondiale di calcio 1994 (Stati Uniti d'America) | Pasadena Pontiac Stanford East Rutherford Orlando Chicago Dallas Foxborough WashingtonCampionato mondiale di calcio 1994 (Stati Uniti d'America) |
|                        | Pasadena Pontiac Stanford East Rutherford Orlando Chicago Dallas Foxborough WashingtonCampionato mondiale di calcio 1994 (Stati Uniti d'America) | Pasadena Pontiac Stanford East Rutherford Orlando Chicago Dallas Foxborough WashingtonCampionato mondiale di calcio 1994 (Stati Uniti d'America) | Pasadena Pontiac Stanford East Rutherford Orlando Chicago Dallas Foxborough WashingtonCampionato mondiale di calcio 1994 (Stati Uniti d'America) |
| Chicago                | Dallas | Foxborough | Washington |
| Soldier Field          | Cotton Bowl | Foxboro Stadium | Robert F. Kennedy Memorial Stadium |
| 41°51′45″N 87°37′00″W  | 32°46′47″N 96°45′35″W | 42°05′33.72″N 71°16′02.79″W | 38°53′23″N 76°58′18″W |
| Capienza: 63 117       | Capienza: 63 998 | Capienza: 53 644 | Capienza: 53 142 |
|                        | | | |

## Squadre partecipanti
| Pr. | Squadra        | Data di qualificazione certa | Confederazione | Partecipante in quanto                                         | Partecipazioni precedenti al torneo                                                     |
| --- | -------------- | ---------------------------- | -------------- | -------------------------------------------------------------- | --------------------------------------------------------------------------------------- |
| 1   | Stati Uniti    | 4 luglio 1988                | CONCACAF       | Rappresentativa della nazione organizzatrice della fase finale | 4 (1930, 1934, 1950, 1990)                                                              |
| 2   | Germania       | 8 luglio 1990                | UEFA           | Paese detentore del titolo                                     | 12 (1934, 1938, 1954, 1958, 1962, 1966, 1970, 1974, 1978, 1982, 1986, 1990)             |
| 3   | Messico        | 9 maggio 1993                | CONCACAF       | Vincitrice del gruppo unico della Seconda Fase (CONCACAF)      | 9 (1930, 1950, 1954, 1958, 1962, 1966, 1970, 1978, 1986)                                |
| 4   | Grecia         | 23 maggio 1993               | UEFA           | Vincitrice del Gruppo 5 (UEFA)                                 | -                                                                                       |
| 5   | Russia         | 2 giugno 1993                | UEFA           | Seconda classificata del Gruppo 5 (UEFA)                       | 7 (1958, 1962, 1966, 1970, 1982, 1986, 1990)                                            |
| 6   | Colombia       | 5 settembre 1993             | CONMEBOL       | Vincitrice del Gruppo 1 (CONMEBOL)                             | 2 (1962, 1990)                                                                          |
| 7   | Brasile        | 19 settembre 1993            | CONMEBOL       | Vincitrice del Gruppo 2 (CONMEBOL)                             | 14 (1930, 1934, 1938, 1950, 1954, 1958, 1962, 1966, 1970, 1974, 1978, 1982, 1986, 1990) |
| 8   | Bolivia        | 19 settembre 1993            | CONMEBOL       | Seconda classificata del Gruppo 2 (CONMEBOL)                   | 2 (1930, 1950)                                                                          |
| 9   | Nigeria        | 8 ottobre 1993               | CAF            | Vincitrice del Secondo Turno (CAF)                             | -                                                                                       |
| 10  | Marocco        | 10 ottobre 1993              | CAF            | Vincitrice del Secondo Turno (CAF)                             | 2 (1970, 1986)                                                                          |
| 11  | Camerun        | 10 ottobre 1993              | CAF            | Vincitrice del Secondo Turno (CAF)                             | 2 (1982, 1990)                                                                          |
| 12  | Paesi Bassi    | 13 ottobre 1993              | UEFA           | Seconda classificata del Gruppo 2 (UEFA)                       | 5 (1934, 1938, 1974, 1978, 1990)                                                        |
| 13  | Norvegia       | 13 ottobre 1993              | UEFA           | Vincitrice del Gruppo 2 (UEFA)                                 | 1 (1938)                                                                                |
| 14  | Arabia Saudita | 28 ottobre 1993              | AFC            | Vincitrice del Secondo Turno (AFC)                             | −                                                                                       |
| 15  | Corea del Sud  | 28 ottobre 1993              | AFC            | Seconda classificata del Secondo Turno (AFC)                   | 3 (1954, 1986, 1990)                                                                    |
| 16  | Svezia         | 10 novembre 1993             | UEFA           | Vincitrice del Gruppo 6 (UEFA)                                 | 9 (1930, 1934, 1938, 1950, 1954, 1958, 1970, 1974, 1978, 1990)                          |
| 17  | Italia         | 17 novembre 1993             | UEFA           | Vincitrice del Gruppo 1 (UEFA)                                 | 12 (1934, 1938, 1950, 1954, 1962, 1966, 1970, 1974, 1978, 1982, 1986, 1990)             |
| 18  | Svizzera       | 17 novembre 1993             | UEFA           | Seconda classificata del Gruppo 1 (UEFA)                       | 5 (1934, 1938, 1954, 1962, 1966)                                                        |
| 19  | Spagna         | 17 novembre 1993             | UEFA           | Vincitrice del Gruppo 3 (UEFA)                                 | 8 (1934, 1950, 1962, 1966, 1978, 1982, 1986, 1990)                                      |
| 20  | Irlanda        | 17 novembre 1993             | UEFA           | Seconda classificata del Gruppo 3 (UEFA)                       | 1 (1990)                                                                                |
| 21  | Romania        | 17 novembre 1993             | UEFA           | Vincitrice del Gruppo 4 (UEFA)                                 | 6 (1930, 1934, 1938, 1962, 1970, 1990)                                                  |
| 22  | Belgio         | 17 novembre 1993             | UEFA           | Seconda classificata del Gruppo 4 (UEFA)                       | 8 (1930, 1934, 1938, 1954, 1970, 1982, 1986, 1990)                                      |
| 23  | Bulgaria       | 17 novembre 1993             | UEFA           | Seconda classifica del Gruppo 6 (UEFA)                         | 5 (1962, 1966, 1970, 1974, 1986)                                                        |
| 24  | Argentina      | 17 novembre 1993             | CONMEBOL       | Vincitrice dello Spareggio CONCACAF/OFC-CONMEBOL               | 10 (1930, 1934, 1958, 1962, 1966, 1974, 1978, 1982, 1986, 1990)                         |

Nota bene: nella sezione "partecipazioni precedenti al torneo", le date in grassetto indicano che la nazione ha vinto quella edizione del torneo, mentre le date in corsivo indicano la nazione ospitante.

### Qualificazioni

#### Europa
La frammentazione dell'Unione Sovietica (e della sua rappresentativa nazionale) comportò un aumento del numero di partecipanti alle qualificazioni (147). La Jugoslavia venne esclusa per motivi bellici, mentre dell'ex URSS si iscrissero le tre repubbliche baltiche e la Russia. Grandi assenti furono l'Inghilterra, la Francia e soprattutto la Danimarca campione d'Europa, giunta terza nel suo girone, superata dall'Irlanda solo in virtù di un minor numero di gol segnati.
Vi furono 5 gruppi da 6 squadre, e uno da 7: alla fase finale accedettero le prime due. La Germania saltò le qualificazioni poiché campione uscente.
- Gruppo 1: Italia, Svizzera.
- Gruppo 2: Norvegia, Paesi Bassi.
- Gruppo 3: Spagna, Irlanda.
- Gruppo 4: Romania, Belgio.
- Gruppo 5: Grecia, Russia.
- Gruppo 6: Svezia, Bulgaria.

#### Resto del mondo
- CONMEBOL e OFC (Sud America e Oceania): La Colombia guidata dal futurista Francisco Maturana sorprese a Buenos Aires, dove sconfisse 5-0 l'Argentina e la costrinse allo spareggio con l'Australia: a Sydney finì 1-1 nonostante il ritorno di Maradona, mentre al ritorno prevalsero i biancocelesti con un autogol di Tobin. Il Brasile si qualificò agevolmente malgrado la prima sconfitta nelle qualificazioni mondiali, subita 2-0 contro la Bolivia, nazionale qualificatasi a sua volta alla fase finale.
- CONCACAF (Centro/Nord America e Zona Caraibica): Il Messico e gli Stati Uniti (Paese organizzatore).
- CAF - (Africa): Camerun, Marocco, Nigeria.
- AFC (Asia): Corea del Sud, Arabia Saudita.

## Sorteggio
Il sorteggio avviene il 19 dicembre 1993 a Las Vegas.
La FIFA, per stabilire le teste di serie, sceglie le squadre meglio classificate agli ultimi tre Mondiali. Le rimanenti squadre vengono suddivise seguendo un criterio geografico. Le sei teste di serie, inoltre, vengono attribuite d'ufficio ai gruppi.
Ecco la composizione delle fasce destinate al sorteggio:
| Teste di serie            | Seconda fascia | Terza fascia | Quarta fascia  |
| ------------------------- | -------------- | ------------ | -------------- |
| Stati Uniti (gruppo A)    | Camerun        | Spagna       | Corea del Sud  |
| Brasile (gruppo B)        | Marocco        | Russia       | Arabia Saudita |
| Germania Ovest (gruppo C) | Nigeria        | Irlanda      | Svezia         |
| Argentina (gruppo D)      | Bolivia        | Romania      | Grecia         |
| Italia (gruppo E)         | Colombia       | Paesi Bassi  | Norvegia       |
| Belgio (gruppo F)         | Messico        | Bulgaria     | Svizzera       |

## Riassunto del torneo

### Fase a gironi

#### Gruppo A

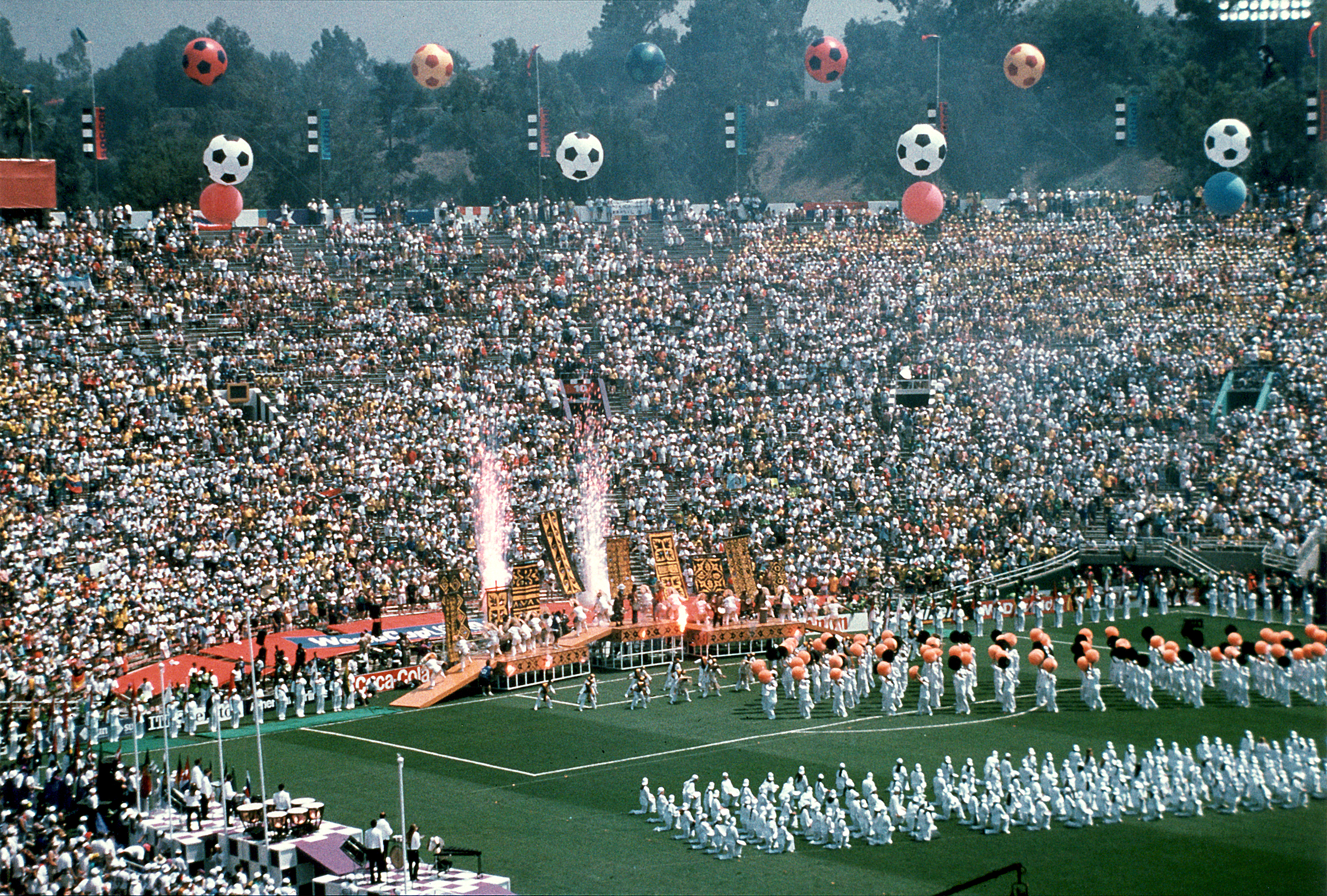
La cerimonia di apertura.

La partita inaugurale del Gruppo A si svolge il 18 giugno 1994 al Silverdome di Detroit, in cui gli Stati Uniti affrontano la Svizzera e che si conclude sul punteggio di 1-1 con entrambe le reti segnate su calcio di punizione a distanza di pochi minuti l'uno dall'altro, prima dall'elvetico Georges Bregy al 39' e poi dall'americano Eric Wynalda al tramonto del primo tempo. In serata, a Pasadena la Romania di Gheorghe Hagi e Florin Răducioiu, forte della presenza di numerosi giocatori che, a differenza del passato, militano in diversi campionati europei, esprime un bel calcio e frena le ambizioni dei colombiani, che, dopo la vittoria per 5-0 a Buenos Aires contro l'Argentina nelle qualificazioni, nutrivano grandi ambizioni per la fase finale del torneo. Il risultato è di 3-1 a favore della Romania.
Nella seconda giornata, si assiste alla sconfitta della Colombia, battuta anche dagli statunitensi (reti di Earnie Stewart e autogol di Andrés Escobar). Escobar, ritenuto "colpevole" in qualche modo dell'eliminazione della propria nazionale, sarà ucciso: i narcotrafficanti dei Los Pepes lo assassinarono il 2 luglio, nel parcheggio della discoteca "Padova" a Medellín, con dodici colpi di mitraglietta, probabilmente per le grandi perdite nel Totonero subite a causa di quell'autorete, sebbene la sua uccisione rimanga ancora oggi avvolta nel mistero. Nell'altra partita del girone la Svizzera sconfigge per 4-1 la Romania ottenendo l'accesso agli ottavi.
Nell'ultima giornata la Romania batte 1-0 gli Stati Uniti con gol di Petrescu e si qualifica agli ottavi come prima del girone grazie anche all'ormai inutile vittoria per 2-0 della Colombia sulla Svizzera che terminerà seconda. Tra Svizzera e Stati Uniti, entrambe a quattro punti, furono decisive le reti segnate: cinque per gli svizzeri che si classificano secondi e tre per gli statunitensi che verranno ripescati tra le migliori terze.

#### Gruppo B
Il gruppo B è composto da Camerun, Svezia, Brasile e Russia.
Lunedì 20 giugno debutta il Brasile, impostato su canoni europei (e per questo criticato in patria) dal ct Carlos Alberto Parreira. Guidata da Carlos Dunga, la Seleção supera per 2-0 la Russia, che dopo la divisione dell'Unione Sovietica aveva perso gran parte della sua pericolosità. Le reti segnate dal Brasile sono di Romário e Raí su rigore. Il Camerun, che quattro anni prima in Italia era stata la rivelazione del torneo, giungendo ai quarti di finale (prima volta per una squadra africana), pareggia per 2-2 contro la Svezia di Thomas Ravelli ed Henrik Larsson.
Il Brasile si assicura il passaggio del turno alla seconda giornata battendo il Camerun, mentre la Svezia vince per 3-1 ed elimina la Russia.
All'ultima giornata, mentre Brasile e Svezia chiudono sull'1-1, la Russia, trascinata da Oleg Salenko che segna cinque gol, batte il Camerun, che deve accontentarsi di un solo gol del quarantaduenne Roger Milla. Due sono i record stabiliti in questa gara: quello del maggior numero di marcature in una sola partita da parte di un singolo calciatore e quello del più anziano goleador in una fase finale dei mondiali (42 anni, 1 mese e 8 giorni). Permangono, invece, dubbi sui marcatori di Brasile-Polonia 6-5 d.t.s. del 1938, anche se al giocatore polacco Ernest Wilimowski vengono di norma attribuite solo quattro delle reti realizzate dalla sua squadra. Grazie alla goleada russa, supera quindi il turno l'Italia, che approda con quattro punti agli ottavi di finale in qualità di terza classificata nel girone E, mentre la vittoria della Russia, la cui qualificazione era già compromessa, elimina di fatto il Camerun.

#### Gruppo C
Il girone C include la Germania, la Bolivia, la Spagna e la Corea del Sud.
Il 17 giugno, a Chicago, Diana Ross canta l'inno statunitense e una variopinta cerimonia d'apertura dà il via alla quindicesima edizione del campionato del mondo. Germania e Bolivia aprono la manifestazione: per la prima volta dal 1974 i campioni in carica debuttano con una vittoria (1-0). In serata la Spagna si fa rimontare due reti in cinque minuti dai sudcoreani: in dieci uomini per l'espulsione di Miguel Ángel Nadal, gli iberici segnano con Julio Salinas e Jon Andoni Goikoetxea, restano in nove per l'infortunio di Fernando Hierro e si fanno raggiungere al 90º minuto.
Nella seconda giornata Germania e Spagna pareggiano 1-1, mentre si annullano a vicenda, sullo 0-0, Bolivia e Corea del Sud.
All'ultima giornata, come previsto, supera il turno la Germania, i cui giocatori nell'ultima partita contro la Corea del Sud non fanno i conti con il caldo. In vantaggio di tre gol nel primo tempo, infatti, i tedeschi subiscono la miglior prestanza fisica degli asiatici nella ripresa e rischiano una rimonta (da 3-0 a 3-2). La Spagna, invece, ottiene una facile vittoria (3-1 alla Bolivia) e la conseguente qualificazione. Tali risultati spengono le speranze di qualificazione agli ottavi di Corea del Sud e Bolivia.

#### Gruppo D
Il gruppo D comprende Argentina, Grecia, Nigeria e Bulgaria.
La prima giornata del girone parte con la vittoria dell'Argentina del ct Alfio Basile che schiera una squadra sbilanciata in attacco: giocano contemporaneamente Balbo, Caniggia, Batistuta e Maradona. La Selección non corre alcun pericolo contro la Grecia, tra le compagini più deboli del campionato mondiale. Finisce 4-0, con una tripletta di Batistuta e una bella rete di Maradona, che supera la difesa ellenica e segna di sinistro, esultando poi con una corsa verso la telecamera. Nell'altra gara del girone si impone la Nigeria, che batte per 3-0 la Bulgaria di Hristo Stoičkov.
Nella seconda giornata l'Argentina batte di misura (2-1) la Nigeria. Gli africani, passati in vantaggio dopo otto minuti con Siasia, vengono raggiunti e superati nel giro di sette minuti da due reti di Caniggia, assistito in entrambe le occasioni da Maradona. Il nome del pibe de oro, come tre anni prima (cioè nel 1991) durante la sua permanenza a Napoli, viene sorteggiato per i controlli antidoping. Qualche giorno dopo si scoprono tracce di efedrina nelle urine del campione. Maradona protesta, ma il giorno dopo le controanalisi confermano il risultato. "La FIFA pensava che un Maradona ingrassato avrebbe fatto ridere la gente, ma, dopo quello che ho fatto, ha iniziato ad avere paura", aveva detto Maradona ai giornali. Intanto la Bulgaria elimina la Grecia, battendola per 4-0.
All'ultima giornata l'Argentina, già qualificata, cede 2-0 alla Bulgaria, che passa il turno insieme alla Nigeria, la quale batte per 2-0 la Grecia. Il girone terminò con tutte le nazionali, eccetto la Grecia, con sei punti rendendo decisiva la differenza reti. La Nigeria vince il girone grazie a una differenza reti di +4, mente Bulgaria e Argentina si classificano rispettivamente seconda e terza entrambe con un +3 ma con lo sconto diretto a favore dei bulgari. L'Argentina verrà successivamente ripescata tra le migliori terze.

#### Gruppo E

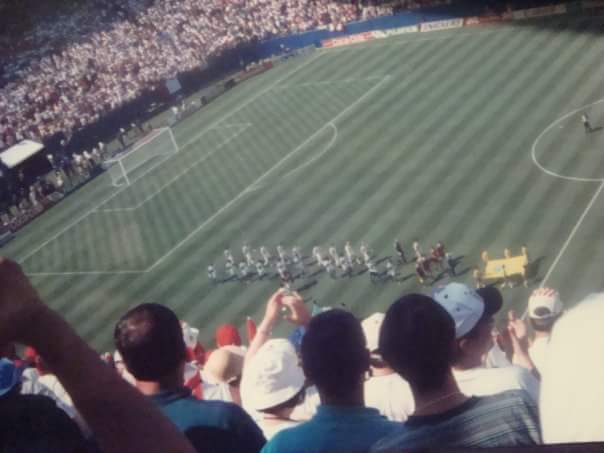
Le formazioni di Italia e Norvegia fanno il loro ingresso in campo

Il gruppo E è composto da Italia, Irlanda, Norvegia e Messico.
La prima partita della prima giornata vede l'Italia, opposta all'Irlanda di Jack Charlton, a New York. Arrigo Sacchi manda in campo la coppia d'attacco formata da Roberto Baggio e Giuseppe Signori. Dopo 11 minuti di gioco Houghton tenta un tiro dalla lunga distanza, approfittando di un errore di Baresi: Pagliuca viene battuto. L'Italia non reagisce e la traversa nega il raddoppio a Sheridan, poi Pagliuca compie una parata importante sul colpo di testa di Staunton. Gli azzurri perdono per 1-0. Nell'altra gara del girone italiano, tra Norvegia e Messico, la spuntano gli scandinavi, con un gol di Rekdal all'84°, dopo che Hugo Sánchez aveva sfiorato ripetutamente il gol e prima che Alves colpisse palo e traversa con due colpi di testa consecutivi.
Nella seconda giornata l'Italia torna in campo ancora a New York, con l'obbligo di vittoria contro la Norvegia. Sacchi dirotta sulla fascia Signori e mette Casiraghi al fianco di Roberto Baggio. Benarrivo sostituisce sulla fascia sinistra Tassotti. L'Italia sfiora la rete del vantaggio più volte in avvio di partita: al 13° il portiere norvegese Thorstvedt salva la sua porta sul colpo di testa ravvicinato di Berti deviando il pallone sul palo. Al 21º Leonhardsen punta verso la porta avversaria, Pagliuca esce dalla porta in direzione del centrocampista e tocca la palla con la mano fuori dalla propria area. In osservanza alle nuove regole viene espulso. Al 69° Dino Baggio, subito dopo l'ingresso in campo in attacco di Massaro al posto di Pier Luigi Casiraghi, segna il gol del successo per 1-0 degli azzurri con un colpo di testa in area di rigore, sulla precisa punizione battuta da Signori da fuori area. Il secondo portiere azzurro Marchegiani, che era entrato al posto di Roberto Baggio dopo l'espulsione del portiere titolare Pagliuca, salva il risultato parando il potente tiro di Jakobsen. L'Italia tiene molto bene il campo malgrado l'inferiorità numerica e ottiene una vittoria fondamentale. A un turno dalla fine tutte le squadre del girone sono a quota tre punti, dopo che il Messico ha battuto l'Irlanda per 2-1 con una doppietta di Luis García.
All'ultima giornata, a Washington, l'Italia affronta il Messico. Nel primo tempo Campos para il tiro di Berti e Marchegiani salva il risultato sul tiro potente di Aspe. Al gol del vantaggio degli azzurri firmato da Massaro, che segna al 48' su un preciso assist di Albertini, risponde il Messico con il pareggio di Bernal al 58', dopo che l'Italia, sempre con Massaro, aveva sfiorato il raddoppio qualche minuto prima. L'incontro termina 1-1. Dall'altra parte del tabellone Irlanda-Norvegia finisce 0-0. Tutte le squadre pertanto terminano il primo turno con quattro punti in classifica. Con la differenza reti uguale (0) per tutte e quattro le squadre, diventano decisivi i gol segnati. Il Messico con tre gol segnati vince il girone mentre l'Irlanda e l'Italia si classificano rispettivamente seconda e terza entrambe con due reti segnate ma con lo scontro diretto a favore degli irlandesi. L'Italia venne ripescata tra le migliori terze anche grazie alla vittoria per 6-1 della Russia sul Camerun. Ultima, e dunque eliminata, la Norvegia con una sola rete segnata.

#### Gruppo F
Le squadre del gruppo F sono Belgio, Marocco, Paesi Bassi e Arabia Saudita.
Nella prima giornata vincono i Paesi Bassi (2-1 in rimonta contro la sorprendente Arabia Saudita) e il Belgio (1-0 al Marocco, con due traverse dei nordafricani).
Alla seconda giornata il Belgio batte di misura (1-0) i Paesi Bassi in una partita combattuta e si assicura il passaggio del turno, mentre gli oranje sono raggiunti dall'Arabia Saudita, che batte per 2-1 il Marocco ed estromette gli africani dagli ottavi.
All'ultima giornata vincono i Paesi Bassi 2-1 sul Marocco e l'Arabia Saudita, che batte i diavoli rossi con un gol di Owairan, che corre per 70 metri scartando tutti gli avversari che incontra e segnando nella porta vuota, regalando così ai sauditi una storica qualificazione al turno successivo. Tutte le squadre, a eccezione del Marocco, terminano il girone con sei punti e, con la differenza reti uguale (+1) per tutte e tre le squadre, diventano decisivi i gol segnati che determinano il Belgio ripescato tra le migliori terze con solo due reti. Paesi Bassi e Arabia Saudita si classificano rispettivamente primi e seconda, entrambe con quattro reti segnate ma con lo scontro diretto a favore degli olandesi.

### Fase a eliminazione diretta

#### Ottavi di finale

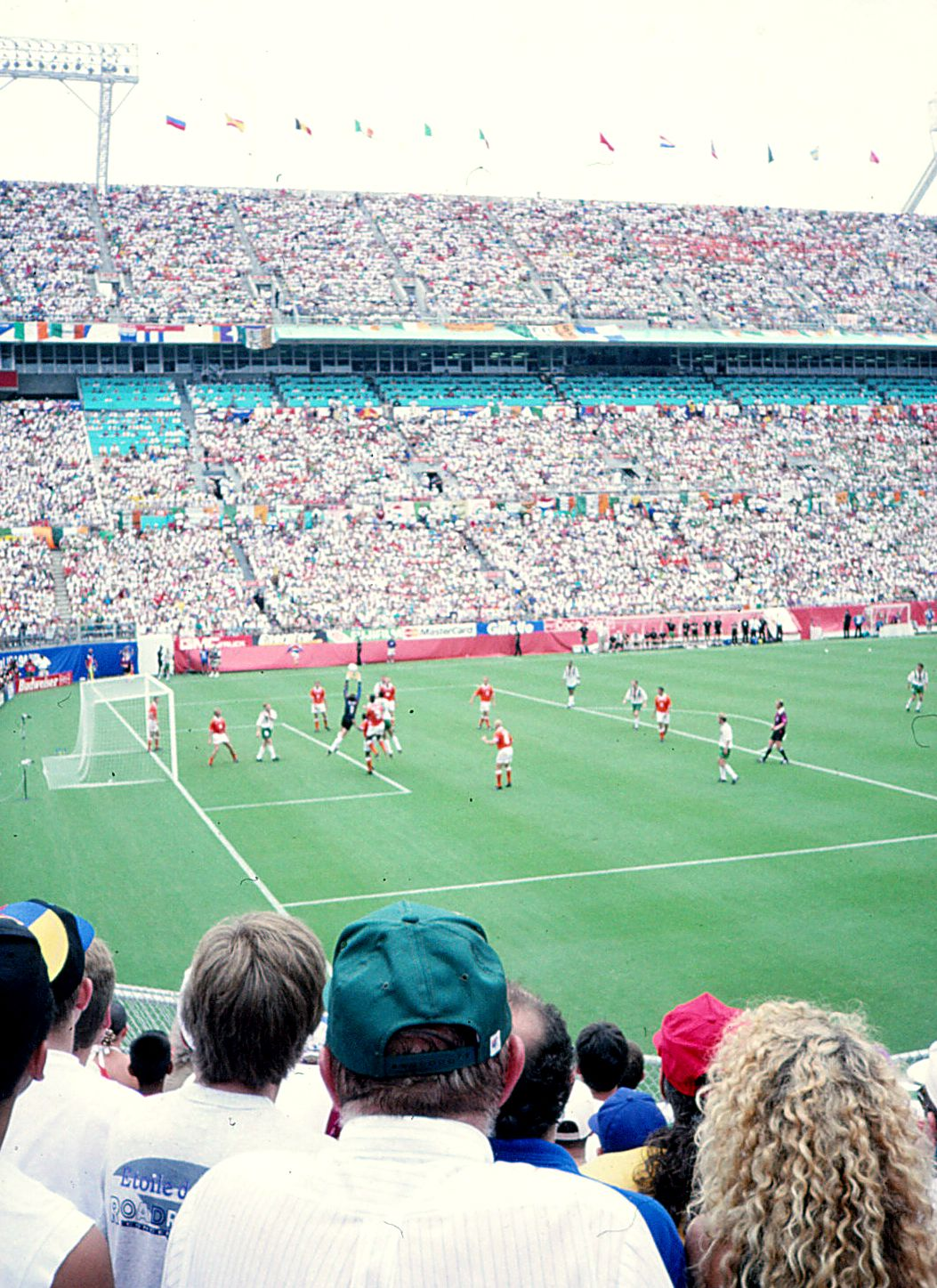
Una fase di gioco dell'ottavo di finale Paesi Bassi-Irlanda (2-0)

il 2 luglio, nella fresca Chicago, la Germania supera a fatica il Belgio. Subito sotto 2-1 (Völler, Grun e Klinsmann), i belgi di Vincenzo Scifo si disuniscono e incassano il terzo gol, di Völler.
La Spagna batte la Svizzera con un rotondo 3-0 (Hierro, Luis Enrique, rigore di Aitor Begiristain) che mette in mostra la solidità degli iberici e la fragilità difensiva degli elvetici, comunque pericolosi in avanti (molte le parate di Andoni Zubizarreta).
Il 3 luglio la Svezia pone fine all'avventura dell'Arabia Saudita, battendo gli asiatici per 3-1 con due reti della torre svedese Kennet Andersson.
Molti gol a Los Angeles tra Romania e Argentina. I biancocelesti, orfani di Diego Armando Maradona (rimpiazzato dal giovane Ariel Ortega), soffrono la prestazione di Gheorghe Hagi, che guida la squadra ai quarti di finale. Per i rumeni segnano un gol Hagi e due Dumitrescu, per l'Argentina segnano Batistuta e Balbo; per la squadra di Basile arriva l'eliminazione.
Il 4 luglio, giorno della festa nazionale statunitense, la nazionale a stelle e strisce, allenata da Bora Milutinović, affronta il Brasile. Lo Stanford Stadium è tutto esaurito. Nella nazionale di casa i giocatori più popolari sono il portiere Tony Meola e il difensore Alexi Lalas. A fine primo tempo il brasiliano Leonardo spacca il naso con una gomitata a Ramos e viene espulso. Gli americani tengono in difesa fino a un quarto d'ora dalla fine, quando Romário passa la palla a Bebeto, che supera con un rasoterra Meola. Passano agevolmente il turno i Paesi Bassi, che battono l'Irlanda con due gol di Wim Jonk e Dennis Bergkamp.
Il 5 luglio, a Boston, l'Italia, che, anche grazie alla Russia, si è qualificata agli ottavi fra le quattro migliori terze, affronta la Nigeria. Dopo la prima metà del primo tempo, priva di emozioni nonostante un promettente avvio di partita dell'Italia, al 26º Maldini tocca accidentalmente un pallone proveniente da un corner. La sfera finisce ad Amunike, che batte Marchegiani in uscita. In avvio di secondo tempo Dino Baggio al 47° colpisce il palo per l'Italia sugli sviluppi di uno schema nato da un calcio d'angolo. Al 63º debutta Zola al posto di Signori. Dopo appena 12 minuti l'arbitro messicano Arturo Brizio Carter lo espelle valutando erroneamente un intervento sul pallone per un fallo di reazione, appena dopo avergli negato un rigore per fallo di Eguavoen. La Nigeria pregusta la vittoria e continua a difendersi aspettando il 90º, ma quando mancano 100 secondi al termine, nel momento in cui si dava per scontata la vittoria della selezione africana, accade qualcosa di inaspettato: Roberto Baggio realizza il gol del pareggio. Dopo aver ricevuto il pallone dal terzino azzurro Mussi (a sua volta ricevuto da Donadoni) che vince un rimpallo con Oliseh, supera Rufai con un preciso piatto destro rasoterra molto angolato, tirato di prima, passando tra Eguavoen, che non riesce a intercettarlo per un soffio, e Massaro e l'Italia pareggia portandosi sull'1-1, riaccendendo la gioia, le speranze e l'entusiasmo dei tifosi italiani, e inseguito da Maldini, riceve il primo abbraccio da Tassotti seguito da Maldini, Bucci, Evani, Apolloni, Conte, Casiraghi e il resto dei compagni. "Roberto ci ha tirati giù dall'aereo!" dirà poi Sacchi. Nei supplementari la Nigeria, comprensibilmente frustrata e incapace di sfruttare anche la superiorità numerica, viene estromessa da un rigore del 'Divin Codino' realizzato con un tiro molto angolato, che si insacca dopo aver colpito il palo interno, e concesso dall'arbitro Carter al minuto 101 per un fallo di Eguavoen su Benarrivo, che stava ricevendo un pallonetto di Dino Baggio. Ridotta in 9 per i crampi di Mussi, l'Italia resiste fino al 120º, dopo un salvataggio decisivo quasi sulla linea di porta di Dino Baggio, e vince con il punteggio finale di 2-1. Dopo aver anche sfiorato il 3-1 con Massaro, gli azzurri si qualificano ai quarti di finale.
Nell'ultimo ottavo la Bulgaria la spunta ai rigori sul Messico, in una gara ricca di imprevisti (anche una porta che cade, dopo che Bernal travolge il sostegno del palo) in cui si segnala un apprezzabile gol su tiro in corsa di Stoičkov. Ai rigori Mihajlov neutralizza su Bernal e Rodriguez, Campos para solo su Balăkov: balcanici ai quarti.

#### Quarti di finale

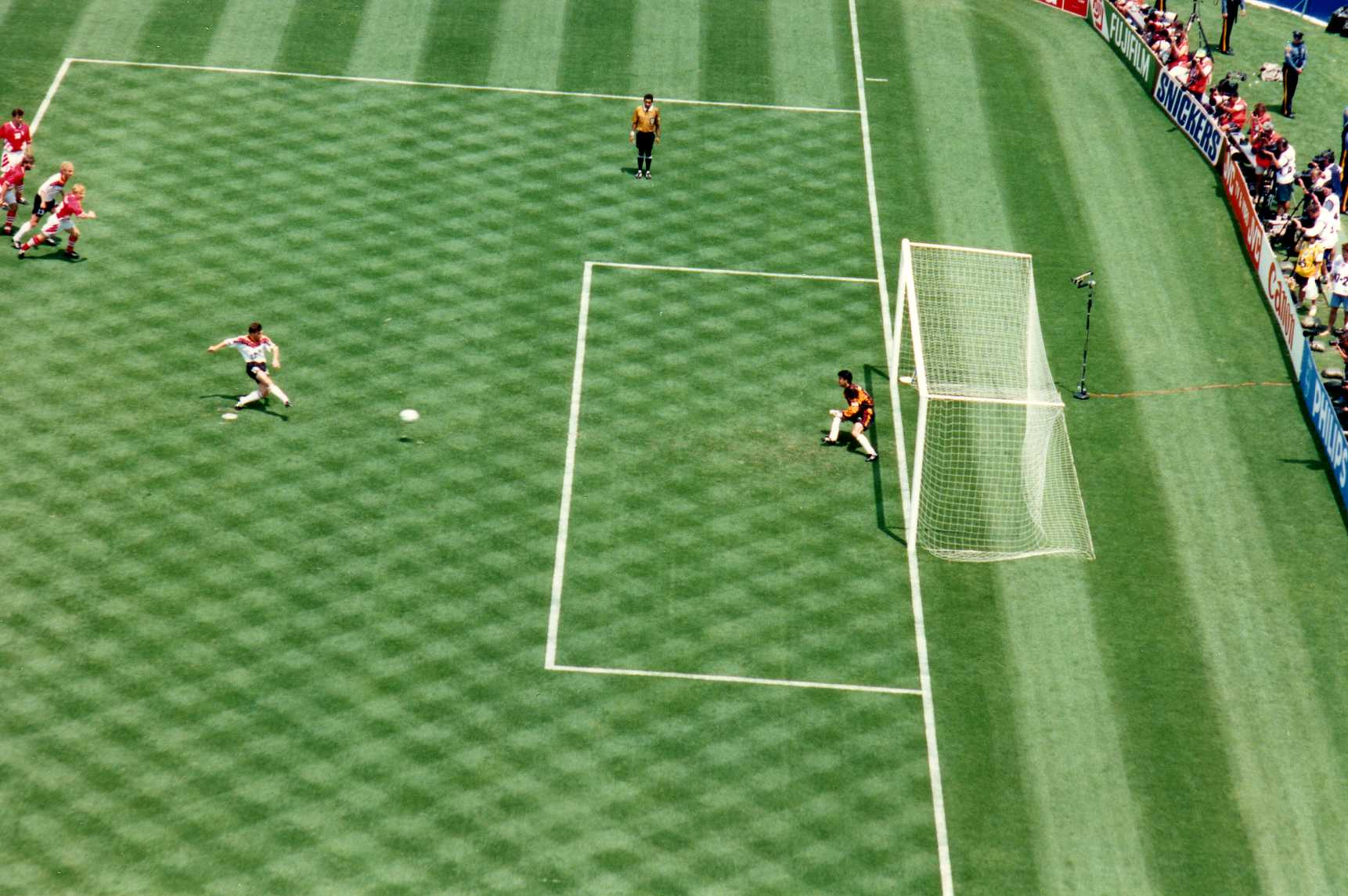
Matthäus realizza il rigore del momentaneo vantaggio della Germania sulla Bulgaria. Il quarto di finale sarà poi vinto dalla nazionale bulgara in rimonta per 2-1

Ai quarti di finale ci sono quasi esclusivamente squadre europee: c'è solo il Brasile a rappresentare il Sudamerica.
All'Italia tocca la Spagna, che ha tre giorni di riposo in più degli azzurri. Gli iberici, disposti con uno schieramento molto prudente dal CT Javier Clemente, affrontano un'Italia ancora cambiata nella formazione: in porta torna Pagliuca dopo l'espulsione, Conte sostituisce Signori e in difesa Tassotti sostituisce Mussi. Al 25º Dino Baggio, con un gran tiro ben angolato, calcia da posizione centrale il pallone da fuori area dopo il preciso assist di Donadoni, portando meritatamente in vantaggio l'Italia dopo un ottimo avvio di partita degli azzurri. Il primo tempo si chiude col punteggio di 1-0. Nella ripresa al 13º la Spagna ottiene il pareggio grazie a un tiro di Caminero deviato da Benarrivo. Pagliuca salva il risultato sul tiro a botta sicura di Salinas e poco dopo avviene un altro salvataggio sulla linea di porta con Costacurta. All'82° il portiere spagnolo salva la sua porta sul potente e preciso tiro del centrocampista azzurro Nicola Berti. Al 42º del secondo tempo il trequartista azzurro Giuseppe Signori, dopo aver ricevuto il pallone da Berti, serve in profondità Roberto Baggio, che dribbla Zubizarreta e in prossimità della linea di fondo campo mette la palla in rete, riportando in vantaggio gli azzurri con il punteggio di 2-1. Nei minuti di recupero Tassotti colpisce dentro l'area di rigore azzurra lo spagnolo Luis Enrique con una gomitata in faccia: sarebbe calcio di rigore ed espulsione, ma l'arbitro ungherese Sándor Puhl non assume alcun provvedimento. Successivamente, grazie alla prova tv, Tassotti viene squalificato per otto turni, decretando per lui la fine della carriera in azzurro. Il risultato del quarto di finale rimane fermo sul 2-1 fino alla fine della partita e l'Italia approda con merito in semifinale.
Il Brasile incontra, in quella che poi verrà considerata la più bella partita di questa edizione dei mondiali, i Paesi Bassi. Al 52° segna Romário, ma la rete sarebbe stata da annullare per un fuorigioco di partenza dello stesso attaccante. In compenso al 56° il guardalinee sbaglia un fuorigioco dove Bebeto si sarebbe trovato solo davanti al portiere; lo stesso attaccante del Deportivo La Coruña si rifà colpendo al 62°, portando i verdeoro sul 2-0. Il Brasile gioca meglio e sembra avere ottenuto la qualificazione, ma gli avversari pareggiano con Bergkamp e Winter. Intorno al minuto 80, Branco, in campo in sostituzione dello squalificato Leonardo, riceve palla sulla tre quarti sinistra d'attacco da Mazinho e avanza, nel tentativo di tenere lontano Marc Overmars gli rifila una manata in faccia e successivamente spinge Wim Jonk che poi lo atterra con la complicità di Winter; l'arbitro però assegna una punizione ai verdeoro da oltre 25 metri, è lo stesso Branco a battere e trafiggere gli orange con un tiro formidabile a fil di palo sul quale nulla può il portiere olandese Ed de Goeij. Al 90° Romário viene fermato fallosamente in area da Jan Wouters, ma l'arbitro sorvola. Dopo 6 minuti di recupero il Brasile può festeggiare l'accesso in semifinale.
Finisce, dopo tre finali consecutive, l'avventura della Germania di Berti Vogts. I tedeschi, senza centrocampisti (con Klinsmann, Häßler, Völler e Möller contemporaneamente in campo), soffrono in avvio (palo di Balăkov), ma poi prendono le misure ai bulgari. Al 47º Matthäus porta in vantaggio su rigore la sua squadra. Verso il finale di partita la Germania si vede annullare un gol per fuorigioco, e in pochi minuti le sorti della partita si ribaltano. Hristo Stoičkov segna su punizione; tre minuti dopo, cross di Jankov e avvitamento di Lečkov, che porta la Bulgaria in vantaggio. La partita termina 2-1 per la Bulgaria, che ottiene la qualificazione alla semifinale, e si deve risalire al 1978 per vedere i tedeschi, protagonisti di tre finali nelle ultime quattro edizioni, fuori dalle semifinali.
I quarti di finale si concludono con l'incontro tra Svezia e Romania, questi ultimi per la prima volta ai quarti di finale. Palo di Ingesson in avvio, poi quasi più nulla fino al 78°, quando Brolin batte il portiere rumeno Prunea. Hagi impegna Ravelli su calcio di punizione e all'88° Răducioiu gira in rete un'altra punizione di Hagi deviata dalla barriera. Ai supplementari ancora Răducioiu realizza il 2-1 per la Romania. La Svezia pareggia al 115°, complice un errore di Prunea, con Kennet Andersson. Ai tiri di rigore Ravelli para su Dan Petrescu e Miodrag Belodedici, portando gli scandinavi in semifinale dopo 36 anni.

#### Semifinali

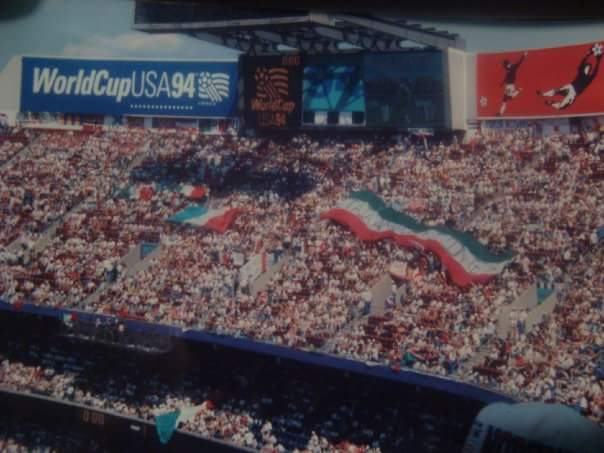
Tifosi italiani sugli spalti del Giants Stadium di New York

In semifinale l'Italia affronta la Bulgaria. Per la nazionale azzurra, torna titolare Berti per Conte, Casiraghi toglie il posto a Massaro. Albertini guida l'Italia all'assalto nella prima mezz'ora: al 20° rimessa di Donadoni, palla a Roberto Baggio che salta Jankov e Hubčev e spedisce la palla nell'angolo basso alla sinistra di Mikhailov con un tocco raffinato di destro che disegna una parabola precisa e imprendibile per la rete dell'1-0. Questa è una delle reti più belle del mondiale americano in quanto realizzata con una giocata di qualità e di fantasia. L'Italia gioca molto bene nel primo tempo: Albertini prima colpisce un palo in pieno da 25 metri dopo l'assist di Roberto Baggio, poi impegna in angolo Mikhailov con un elegante pallonetto, quindi fornisce un preciso assist a Roberto Baggio, che sembra chiudere i conti con gli avversari portando con una doppietta l'Italia sul 2-0. Il secondo gol Roberto Baggio lo realizza con il destro, di interno pieno, che diventa un tiro in diagonale che si insacca nell'angolo alla destra del portiere Mikhailov. Donadoni e Maldini sprecano alcune nitide occasioni da gol per mettere il terzo sigillo alla vittoria e al 44° Sirakov, atterrato in area da Pagliuca, provoca il rigore che riapre la partita, trasformato da Stoičkov. È 2-1. Nel secondo tempo gli azzurri si difendono con ordine, il risultato di 2-1 non cambia e la partita si conclude così con l'Italia vittoriosa e qualificata alla finale, nonostante l'infortunio di Roberto Baggio, sostituito nella ripresa da Signori. Il difensore centrale azzurro Costacurta viene ammonito durante la partita ed essendo diffidato salterà per squalifica la finale.
A contendere il titolo all'Italia, a Pasadena, sarà il Brasile, che a sua volta in semifinale supera di misura la Svezia per 1-0: Romário spreca due palle-gol nel primo tempo, Zinho viene fermato da Ravelli nella ripresa e, dopo l'espulsione di Thern al 63º, a dieci minuti dalla fine, Romário mette di testa in rete il pallone del successo su un cross di Jorginho.
Italia e Brasile si affrontano nuovamente in finale ai Mondiali 24 anni dopo la gara di Città del Messico vinta dai verdeoro per 4-1.

#### Finale per il terzo posto

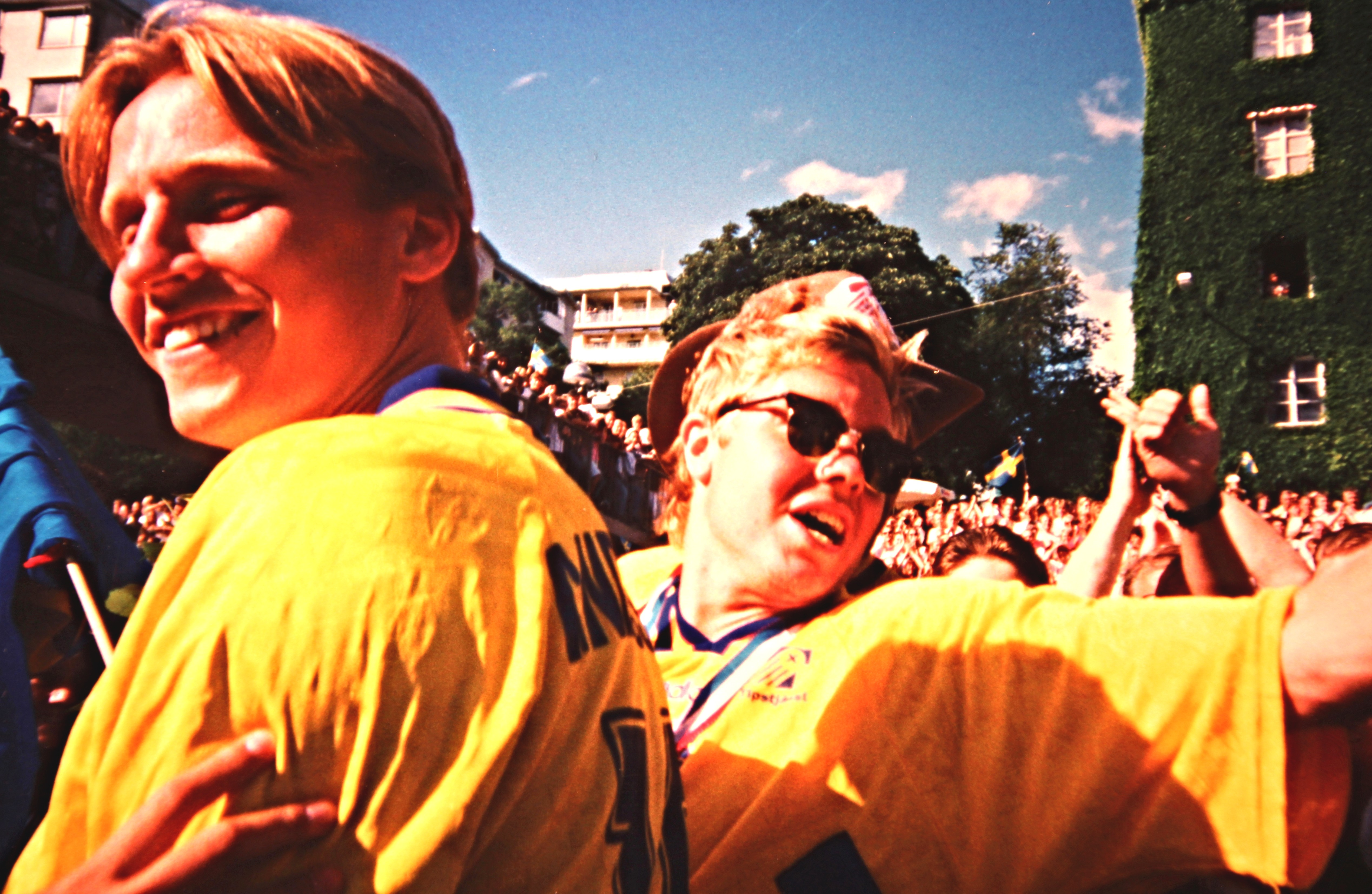
Gli svedesi Kennet Andersson e Tomas Brolin festeggiati con tutta la nazionale al ritorno in patria dopo il terzo posto mondiale

A Pasadena la Svezia si aggiudica il terzo posto nel torneo sconfiggendo la Bulgaria per 4-0 e impedendo a Stoičkov di conquistare in solitaria il titolo di capocannoniere, che condividerà con il russo Salenko. Si tratta del miglior piazzamento nella storia degli scandinavi dopo il secondo posto casalingo del 1958.

#### Finale
Tutta l'Italia è in ansia per le condizioni di Roberto Baggio, determinante per portare la squadra in finale, ma uscito anzitempo contro la Bulgaria per uno stiramento. Sacchi decide di lasciare in panchina uno Zola in grande forma e rischia l'infortunato Baggio per i meriti che quest'ultimo aveva avuto fino a quel momento, nonostante la serietà dell'infortunio; rilancia anche Baresi, recuperato a tempo di record a 25 giorni dall'infortunio al menisco.
La partita della finalissima a Pasadena si gioca alle ore 12:30 in un caldo torrido e in un sostanziale equilibrio, con le due nazionali tatticamente molto ben disposte sul campo. Al 18° del primo tempo sfuma una grande occasione da rete degli azzurri: il centravanti Daniele Massaro cerca di portare in vantaggio la nazionale azzurra, ma il portiere brasiliano Taffarel compie una parata determinante; in seguito Branco mette in difficoltà Pagliuca con una punizione. Il caldo del Rose Bowl di Pasadena (36 gradi, 70% di umidità) rende le squadre fiacche e stremate. Sei minuti dopo Donadoni serve Baggio, che, solo davanti a Taffarel, conclude alto. Mussi deve uscire per infortunio e il ct Sacchi inserisce al suo posto il difensore centrale Apolloni, con Paolo Maldini che ritorna a giocare da terzino. Il primo tempo si chiude sullo 0-0. Nel secondo tempo, dopo una mezz'ora di grande equilibrio, il portiere azzurro Pagliuca para ma non trattiene un insidioso pallone, calciato da fuori area dal brasiliano Mauro Silva. Il pallone si stampa sul palo e il risultato resta sullo 0-0 fino al 90°, così si va avanti a oltranza. I due tempi supplementari riservano poche emozioni: Sacchi non toglie Roberto Baggio, ma mette Evani per Dino Baggio. Il brasiliano Romário sciupa una nitida palla goal per il Brasile calciando fuori il pallone nel secondo tempo supplementare. Il risultato di 0-0 non cambia nemmeno nei tempi supplementari e, per la prima volta nella storia, l'assegnazione della Coppa del Mondo viene decisa ai rigori.

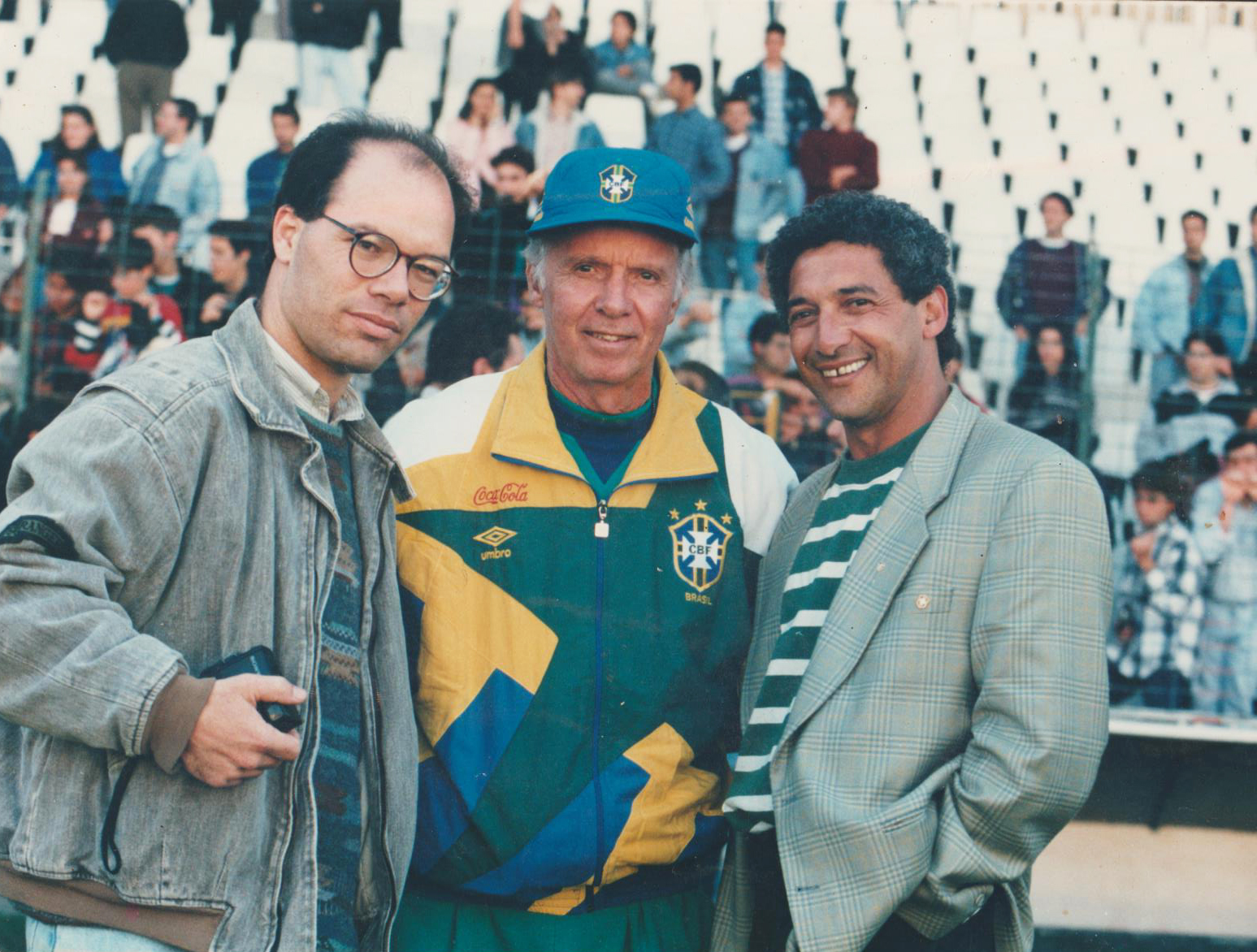
Mário Zagallo (al centro), selezionatore del Brasile campione del mondo per la quarta volta

Il primo a tirare è Franco Baresi: il tiro finisce alto. Pagliuca respinge il tiro di Márcio Santos, mantenendo la parità. Albertini segna, Romário colpisce il palo interno e la palla entra, tra la disperazione di Pagliuca; Evani non sbaglia, calciando centralmente sotto la traversa, e Branco calcia nell'angolino spiazzando Pagliuca. Al quarto rigore Massaro tira male e il portiere brasiliano Taffarel respinge il tiro centrale leggermente angolato sulla destra; il capitano brasiliano Dunga non sbaglia, spiazzando Pagliuca. A questo punto il Brasile, a un tiro dalla fine, si trova in vantaggio per 3 a 2 e per vincere basta che il suo ultimo rigorista faccia gol. Non si arriva, però, all'ultimo rigore dei brasiliani, perché Roberto Baggio tira alto il quinto e ultimo rigore degli azzurri. I rigori si chiudono sul 3-2 per i verdeoro. Il Brasile vince il Mondiale, diventa "tetracampeão" (quattro volte campione) e dedica la vittoria al campione automobilistico di Formula Uno Ayrton Senna, morto a Imola il 1º maggio di quello stesso anno, esponendo uno striscione con scritto: "Senna... aceleramos juntos, o tetra é nosso!" ("Senna... corriamo insieme, il tetra è nostro!").

## Risultati

### Fase a gironi

#### Gruppo A

##### Classifica
| Pos. | Squadra     | Pt | G | V | N | P | GF | GS | DR |
| ---- | ----------- | -- | - | - | - | - | -- | -- | -- |
| 1.   | Romania     | 6  | 3 | 2 | 0 | 1 | 5  | 5  | 0  |
| 2.   | Svizzera    | 4  | 3 | 1 | 1 | 1 | 5  | 4  | +1 |
| 3.   | Stati Uniti | 4  | 3 | 1 | 1 | 1 | 3  | 3  | 0  |
| 4.   | Colombia    | 3  | 3 | 1 | 0 | 2 | 4  | 5  | −1 |

##### Incontri
| Arbitro: | Lamolina |

|             |           |           |
| Wynalda 44’ | Marcatori | 39’ Bregy |

| Arbitro: | Al Sharif |

|              |           |                             |
| Valencia 43’ | Marcatori | 15’, 89’ Răducioiu 34’ Hagi |

| Arbitro: | Jouini |

|          |           |                                        |
| Hagi 35’ | Marcatori | 16’ Sutter 52’ Chapuisat 65’, 72’ Knup |

| Arbitro: | Baldas |

|                                |           |              |
| Escobar 35’ (aut.) Stewart 52’ | Marcatori | 90’ Valencia |

| Arbitro: | Mikkelsen |

|  |           |                        |
|  | Marcatori | 44’ Gaviria 90’ Lozano |

| Arbitro: | van der Ende |

|  |           |              |
|  | Marcatori | 18’ Petrescu |

#### Gruppo B

##### Classifica
| Pos. | Squadra | Pt | G | V | N | P | GF | GS | DR |
| ---- | ------- | -- | - | - | - | - | -- | -- | -- |
| 1.   | Brasile | 7  | 3 | 2 | 1 | 0 | 6  | 1  | +5 |
| 2.   | Svezia  | 5  | 3 | 1 | 2 | 0 | 6  | 4  | +2 |
| 3.   | Russia  | 3  | 3 | 1 | 0 | 2 | 7  | 6  | +1 |
| 4.   | Camerun | 1  | 3 | 0 | 1 | 2 | 3  | 11 | −8 |

##### Incontri
| Arbitro: | Tejada Noriega |

|                         |           |                     |
| Embé 31’ Omam-Biyik 47’ | Marcatori | 8’ Ljung 75’ Dahlin |

| Arbitro: | Chong |

|                            |           |  |
| Romário 26’ Raí 52’ (rig.) | Marcatori |  |

| Arbitro: | Brizio Carter |

|                                          |           |  |
| Romário 39’ Márcio Santos 66’ Bebeto 73’ | Marcatori |  |

| Arbitro: | Quiniou |

|                                   |           |                   |
| Brolin 37’ (rig.) Dahlin 59’, 81’ | Marcatori | 4’ (rig.) Salenko |

| Arbitro: | Puhl |

|             |           |                  |
| Romário 46’ | Marcatori | 23’ K. Andersson |

| Arbitro: | Al Sharif |

|                                                     |           |           |
| Salenko 15’, 41’, 44’ (rig.), 72’, 75’ Radčenko 81’ | Marcatori | 46’ Milla |

#### Gruppo C

##### Classifica
| Pos. | Squadra       | Pt | G | V | N | P | GF | GS | DR |
| ---- | ------------- | -- | - | - | - | - | -- | -- | -- |
| 1.   | Germania      | 7  | 3 | 2 | 1 | 0 | 5  | 3  | +2 |
| 2.   | Spagna        | 5  | 3 | 1 | 2 | 0 | 6  | 4  | +2 |
| 3.   | Corea del Sud | 2  | 3 | 0 | 2 | 1 | 4  | 5  | −1 |
| 4.   | Bolivia       | 1  | 3 | 0 | 1 | 2 | 1  | 4  | −3 |

##### Incontri
| Arbitro: | Brizio Carter |

|               |           |  |
| Klinsmann 61’ | Marcatori |  |

| Arbitro: | Mikkelsen |

|                                  |           |                  |
| Julio Salinas 51’ Goikoetxea 55’ | Marcatori | 85’ Hong 90’ Seo |

| Arbitro: | Filippi |

|               |           |                |
| Klinsmann 48’ | Marcatori | 14’ Goikoetxea |

| Boston 23 giugno 1994, ore 19:30 UTC-4 | Corea del Sud | 0 – 0 referto | Bolivia | Foxboro Stadium (54 453 spett.)\| Arbitro: \| Mottram \| |
| Arbitro:                               | Mottram       |               |         |                                                          |

| Arbitro: | Badilla |

|                |           |                                        |
| E. Sánchez 67’ | Marcatori | 19’ (rig.) Guardiola 66’, 70’ Caminero |

| Arbitro: | Quiniou |

|                               |           |                    |
| Klinsmann 12’, 37’ Riedle 20’ | Marcatori | 52’ Hwang 63’ Hong |

#### Gruppo D

##### Classifica
| Pos. | Squadra   | Pt | G | V | N | P | GF | GS | DR  |
| ---- | --------- | -- | - | - | - | - | -- | -- | --- |
| 1.   | Nigeria   | 6  | 3 | 2 | 0 | 1 | 6  | 2  | +4  |
| 2.   | Bulgaria  | 6  | 3 | 2 | 0 | 1 | 6  | 3  | +3  |
| 3.   | Argentina | 6  | 3 | 2 | 0 | 1 | 6  | 3  | +3  |
| 4.   | Grecia    | 0  | 3 | 0 | 0 | 3 | 0  | 10 | −10 |

##### Incontri
| Arbitro: | Angeles |

|                                            |           |  |
| Batistuta 2’, 44’, 89’ (rig.) Maradona 60’ | Marcatori |  |

| Arbitro: | Badilla |

|                                     |           |  |
| Yekini 21’ Amokachi 43’ Amunike 55’ | Marcatori |  |

| Arbitro: | Karlsson |

|                   |           |           |
| Caniggia 21’, 28’ | Marcatori | 8’ Siasia |

| Arbitro: | Bujsaim |

|                                                         |           |  |
| Stoičkov 5’ (rig.), 55’ (rig.) Lečkov 65’ Borimirov 90’ | Marcatori |  |

| Arbitro: | Mottram |

|  |           |                         |
|  | Marcatori | 45’ Finidi 90’ Amokachi |

| Arbitro: | Jouini |

|  |           |                          |
|  | Marcatori | 61’ Stoičkov 90’ Sirakov |

#### Gruppo E

##### Classifica
| Pos. | Squadra  | Pt | G | V | N | P | GF | GS | DR |
| ---- | -------- | -- | - | - | - | - | -- | -- | -- |
| 1.   | Messico  | 4  | 3 | 1 | 1 | 1 | 3  | 3  | 0  |
| 2.   | Irlanda  | 4  | 3 | 1 | 1 | 1 | 2  | 2  | 0  |
| 3.   | Italia   | 4  | 3 | 1 | 1 | 1 | 2  | 2  | 0  |
| 4.   | Norvegia | 4  | 3 | 1 | 1 | 1 | 1  | 1  | 0  |

##### Incontri
| Arbitro: | van der Ende |

|  |           |              |
|  | Marcatori | 11’ Houghton |

| Arbitro: | Puhl |

|            |           |  |
| Rekdal 84’ | Marcatori |  |

| Arbitro: | Krug |

|               |           |  |
| D. Baggio 69’ | Marcatori |  |

| Arbitro: | Röthlisberger |

|                |           |              |
| Garcia 42’ 65’ | Marcatori | 84’ Aldridge |

| Arbitro: | Lamolina |

|             |           |            |
| Massaro 48’ | Marcatori | 57’ Bernal |

| New York 28 giugno 1994, ore 12:30 UTC-4 | Irlanda       | 0 – 0 referto | Norvegia | Giants Stadium (72 404 spett.)\| Arbitro: \| Torres Cadena \| |
| Arbitro:                                 | Torres Cadena |               |          |                                                               |

#### Gruppo F

##### Classifica
| Pos. | Squadra        | Pt | G | V | N | P | GF | GS | DR |
| ---- | -------------- | -- | - | - | - | - | -- | -- | -- |
| 1.   | Paesi Bassi    | 6  | 3 | 2 | 0 | 1 | 4  | 3  | +1 |
| 2.   | Arabia Saudita | 6  | 3 | 2 | 0 | 1 | 4  | 3  | +1 |
| 3.   | Belgio         | 6  | 3 | 2 | 0 | 1 | 2  | 1  | +1 |
| 4.   | Marocco        | 0  | 3 | 0 | 0 | 3 | 2  | 5  | −3 |

##### Incontri
| Arbitro: | Torres Cadena |

|             |           |  |
| Degryse 11’ | Marcatori |  |

| Arbitro: | Díaz Vega |

|                      |           |          |
| Jonk 50’ Taument 86’ | Marcatori | 18’ Amin |

| Arbitro: | Don |

|                             |           |             |
| Al-Jaber 7’ (rig.) Amin 45’ | Marcatori | 26’ Chaouch |

| Arbitro: | Marsiglia |

|            |           |  |
| Albert 65’ | Marcatori |  |

| Arbitro: | Krug |

|  |           |               |
|  | Marcatori | 5’ Al-Owairan |

| Arbitro: | Tejada Noriega |

|           |           |                      |
| Nader 47’ | Marcatori | 43’ Bergkamp 77’ Roy |

#### Raffronto tra le terze classificate
| Pos. | Squadra       | Pt | G | V | N | P | GF | GS | DR |
| ---- | ------------- | -- | - | - | - | - | -- | -- | -- |
| 1.   | Argentina     | 6  | 3 | 2 | 0 | 1 | 6  | 3  | +3 |
| 2.   | Belgio        | 6  | 3 | 2 | 0 | 1 | 2  | 1  | +1 |
| 3.   | Stati Uniti   | 4  | 3 | 1 | 1 | 1 | 3  | 3  | 0  |
| 4.   | Italia        | 4  | 3 | 1 | 1 | 1 | 2  | 2  | 0  |
| 5.   | Russia        | 3  | 3 | 1 | 0 | 2 | 7  | 6  | +1 |
| 6.   | Corea del Sud | 2  | 3 | 0 | 2 | 1 | 4  | 5  | −1 |

### Fase a eliminazione diretta

#### Tabellone
|  | Ottavi di finale | Ottavi di finale | Ottavi di finale |              |               | Quarti di finale | Quarti di finale | Quarti di finale |          |        | Semifinali | Semifinali | Semifinali |                           |                           | Finale                    | Finale | Finale |  |
|  |                  |                  |                  |              |               |                  |                  |                  |          |        |            |            |            |                           |                           |                           |        |        |  |
|  | 1A               | Romania          | 3                |              |               |                  |                  |                  |          |        |            |            |            |                           |                           |                           |        |        |  |
|  | 1A               | Romania          | 3                |              |               |                  |                  |                  |          |        |            |            |            |                           |                           |                           |        |        |  |
|  | 3D               | Argentina        | 2                |              |               |                  |                  |                  |          |        |            |            |            |                           |                           |                           |        |        |  |
|  | 3D               | Argentina        | 2                |              | Romania       | Romania          | 2 (4)            |                  |          |        |            |            |            |                           |                           |                           |        |        |  |
|  |                  |                  |                  |              | Romania       | Romania          | 2 (4)            |                  |          |        |            |            |            |                           |                           |                           |        |        |  |
|  |                  |                  | Svezia (dtr)     | Svezia (dtr) | 2 (5)         |                  |                  |                  |          |        |            |            |            |                           |                           |                           |        |        |  |
|  | 2F               | Arabia Saudita   | Svezia (dtr)     | Svezia (dtr) | 2 (5)         | 1                |                  |                  |          |        |            |            |            |                           |                           |                           |        |        |  |
|  | 2F               | Arabia Saudita   |                  |              |               |                  |                  |                  |          |        |            |            |            |                           |                           |                           |        |        |  |
|  | 2B               | Svezia           | 3                |              |               |                  |                  |                  |          |        |            |            |            |                           |                           |                           |        |        |  |
|  | 2B               | Svezia           | 3                |              | Svezia        | Svezia           | 0                |                  |          |        |            |            |            |                           |                           |                           |        |        |  |
|  |                  |                  |                  |              |               |                  |                  |                  |          |        |            |            |            |                           |                           |                           |        |        |  |
|  |                  |                  | Brasile          | Brasile      | 1             |                  |                  |                  |          |        |            |            |            |                           |                           |                           |        |        |  |
|  | 1F               | Paesi Bassi      | Brasile          | Brasile      | 1             | 2                |                  |                  |          |        |            |            |            |                           |                           |                           |        |        |  |
|  | 1F               | Paesi Bassi      |                  |              |               |                  |                  |                  |          |        |            |            |            |                           |                           |                           |        |        |  |
|  | 2E               | Irlanda          | 0                |              |               |                  |                  |                  |          |        |            |            |            |                           |                           |                           |        |        |  |
|  | 2E               | Irlanda          | 0                |              | Paesi Bassi   | Paesi Bassi      | 2                |                  |          |        |            |            |            |                           |                           |                           |        |        |  |
|  |                  |                  |                  |              | Paesi Bassi   | Paesi Bassi      | 2                |                  |          |        |            |            |            |                           |                           |                           |        |        |  |
|  |                  |                  | Brasile          | Brasile      | 3             |                  |                  |                  |          |        |            |            |            |                           |                           |                           |        |        |  |
|  | 1B               | Brasile          | Brasile          | Brasile      | 3             | 1                |                  |                  |          |        |            |            |            |                           |                           |                           |        |        |  |
|  | 1B               | Brasile          |                  |              |               |                  |                  |                  |          |        |            |            |            |                           |                           |                           |        |        |  |
|  | 3A               | Stati Uniti      | 0                |              |               |                  |                  |                  |          |        |            |            |            |                           |                           |                           |        |        |  |
|  | 3A               | Stati Uniti      | 0                |              | Brasile (dtr) | Brasile (dtr)    | 0 (3)            |                  |          |        |            |            |            |                           |                           |                           |        |        |  |
|  |                  |                  |                  |              |               |                  |                  |                  |          |        |            |            |            |                           |                           |                           |        |        |  |
|  |                  |                  | Italia           | Italia       | 0 (2)         |                  |                  |                  |          |        |            |            |            |                           |                           |                           |        |        |  |
|  | 1E               | Messico          | Italia           | Italia       | 0 (2)         | 1 (1)            |                  |                  |          |        |            |            |            |                           |                           |                           |        |        |  |
|  | 1E               | Messico          |                  |              |               | 1 (1)            |                  |                  |          |        |            |            |            |                           |                           |                           |        |        |  |
|  | 2D               | Bulgaria (dtr)   | 1 (3)            |              |               |                  |                  |                  |          |        |            |            |            |                           |                           |                           |        |        |  |
|  | 2D               | Bulgaria (dtr)   | 1 (3)            |              | Bulgaria      | Bulgaria         | 2                |                  |          |        |            |            |            |                           |                           |                           |        |        |  |
|  |                  |                  |                  |              | Bulgaria      | Bulgaria         | 2                |                  |          |        |            |            |            |                           |                           |                           |        |        |  |
|  |                  |                  | Germania         | Germania     | 1             |                  |                  |                  |          |        |            |            |            |                           |                           |                           |        |        |  |
|  | 1C               | Germania         | Germania         | Germania     | 1             | 3                |                  |                  |          |        |            |            |            |                           |                           |                           |        |        |  |
|  | 1C               | Germania         |                  |              |               |                  |                  |                  |          |        |            |            |            |                           |                           |                           |        |        |  |
|  | 3F               | Belgio           | 2                |              |               |                  |                  |                  |          |        |            |            |            |                           |                           |                           |        |        |  |
|  | 3F               | Belgio           | 2                |              | Bulgaria      | Bulgaria         | 1                |                  |          |        |            |            |            |                           |                           |                           |        |        |  |
|  |                  |                  |                  |              |               |                  |                  |                  |          |        |            |            |            |                           |                           |                           |        |        |  |
|  |                  |                  | Italia           | Italia       | 2             |                  |                  |                  |          |        |            |            |            |                           |                           |                           |        |        |  |
|  | 1D               | Nigeria          | Italia           | Italia       | 2             | 1                |                  |                  |          |        |            |            |            | Finale per il terzo posto | Finale per il terzo posto | Finale per il terzo posto |        |        |  |
|  | 1D               | Nigeria          |                  |              |               |                  |                  |                  |          |        |            |            |            |                           |                           |                           |        |        |  |
|  | 3E               | Italia (dts)     | 2                |              |               |                  |                  |                  |          |        |            |            |            |                           |                           |                           |        |        |  |
|  | 3E               | Italia (dts)     | 2                |              | Italia        | Italia           | 2                |                  |          | Svezia | Svezia     | 4          |            |                           |                           |                           |        |        |  |
|  |                  |                  |                  |              | Italia        | Italia           | 2                |                  |          | Svezia | Svezia     | 4          |            |                           |                           |                           |        |        |  |
|  |                  |                  | Spagna           | Spagna       | 1             |                  |                  | Bulgaria         | Bulgaria | 0      |            |            |            |                           |                           |                           |        |        |  |
|  | 2A               | Svizzera         | Spagna           | Spagna       | 1             | 0                |                  | Bulgaria         | Bulgaria | 0      |            |            |            |                           |                           |                           |        |        |  |
|  | 2A               | Svizzera         |                  |              |               |                  |                  |                  |          |        |            |            |            |                           |                           |                           |        |        |  |
|  | 2C               | Spagna           | 3                |              |               |                  |                  |                  |          |        |            |            |            |                           |                           |                           |        |        |  |

#### Ottavi di finale
| Arbitro: | Röthlisberger |

|                              |           |                    |
| Völler 6’, 40’ Klinsmann 11’ | Marcatori | 8’ Grün 90’ Albert |

| Arbitro: | van der Ende |

|  |           |                                                    |
|  | Marcatori | 15’ Hierro 74’ Luis Enrique 86’ (rig.) Begiristain |

| Arbitro: | Marsiglia |

|                  |           |                                 |
| Al-Ghesheyan 85’ | Marcatori | 6’ Dahlin 51’, 88’ K. Andersson |

| Arbitro: | Pairetto |

|                              |           |                                |
| Dumitrescu 11’, 18’ Hagi 58’ | Marcatori | 16’ (rig.) Batistuta 75’ Balbo |

| Arbitro: | Mikkelsen |

|                       |           |  |
| Bergkamp 11’ Jonk 41’ | Marcatori |  |

| Arbitro: | Quiniou |

|            |           |  |
| Bebeto 72’ | Marcatori |  |

| Arbitro: | Brizio Carter |

|             |           |                            |
| Amunike 25’ | Marcatori | 88’, 102’ (rig.) R. Baggio |

| Arbitro: | Al Sharif |

|                                     |                      |                                 |
| García Aspe 18’ (rig.)              | Marcatori            | 6’ Stoičkov                     |
| García Aspe Bernal Rodríguez Suárez | Tiri di rigore 1 – 3 | Balăkov Genčev Borimirov Lečkov |

#### Quarti di finale
| Arbitro: | Puhl |

|                             |           |              |
| D. Baggio 25’ R. Baggio 88’ | Marcatori | 58’ Caminero |

| Arbitro: | Badilla |

|                         |           |                                   |
| Bergkamp 64’ Winter 76’ | Marcatori | 53’ Romário 63’ Bebeto 81’ Branco |

| Arbitro: | Torres Cadena |

|                         |           |                     |
| Stoičkov 75’ Lečkov 78’ | Marcatori | 47’ (rig.) Matthäus |

| Arbitro: | Don |

|                                                       |                      |                                                      |
| Răducioiu 88’, 101’                                   | Marcatori            | 78’ Brolin 115’ K. Andersson                         |
| Răducioiu Hagi Lupescu Petrescu Dumitrescu Belodedici | Tiri di rigore 4 – 5 | Mild Larsson K. Andersson Brolin Ingesson R. Nilsson |

#### Semifinali
| Arbitro: | Quiniou |

|                     |           |                    |
| Stoičkov 44’ (rig.) | Marcatori | 21’, 25’ R. Baggio |

| Arbitro: | Torres Cadena |

|  |           |             |
|  | Marcatori | 80’ Romário |

#### Finale per il terzo posto
| Arbitro: | Bujsaim |

|                                                 |           |  |
| Brolin 8’ Mild 30’ Larsson 37’ K. Andersson 67’ | Marcatori |  |

#### Finale
| Arbitro: | Puhl |

|                                    |                      |                                          |
| Márcio Santos Romário Branco Dunga | Tiri di rigore 3 – 2 | Baresi Albertini Evani Massaro R. Baggio |

## Statistiche

### Classifica marcatori
6 reti
- Hristo Stoičkov (3 rig.)
- Oleg Salenko (2 rig.)

5 reti
- Romário
- Jürgen Klinsmann
- Roberto Baggio (1 rig.)
- Kennet Andersson

4 reti
- Gabriel Batistuta (2 rig.)
- Florin Răducioiu
- Martin Dahlin

3 reti
- Bebeto
- Dennis Bergkamp
- Gheorghe Hagi
- José Luis Caminero
- Tomas Brolin (1 rig.)

2 reti
- Fuad Amin
- Claudio Caniggia
- Philippe Albert
- Jordan Lečkov
- Adolfo Valencia

- Hong Myung-bo
- Rudi Völler
- Dino Baggio
- Luis García Postigo
- Daniel Amokachi

- Emmanuel Amunike
- Wim Jonk
- Ilie Dumitrescu
- Jon Andoni Goikoetxea
- Adrian Knup

1 rete
- Fahad Al-Ghesheyan
- Sami Al-Jaber (1 rig.)
- Saeed Al-Owairan
- Abel Balbo
- Diego Armando Maradona
- Marc Degryse
- Georges Grün
- Erwin Sánchez
- Branco
- Márcio Santos
- Raí (1 rig.)
- Daniel Borimirov
- Nasko Sirakov
- David Embé
- Roger Milla
- François Omam-Biyik
- Hermán Gaviria

- John Lozano
- Hwang Sun-hong
- Seo Jung-won
- Lothar Matthäus (1 rig.)
- Karl-Heinz Riedle
- John Aldridge
- Ray Houghton
- Daniele Massaro
- Mohammed Chaouch
- Hassan Nader
- Marcelino Bernal
- Alberto García Aspe (1 rig.)
- Finidi George
- Samson Siasia
- Rashidi Yekini
- Kjetil Rekdal
- Bryan Roy

- Gaston Taument
- Aron Winter
- Dan Petrescu
- Dmitrij Radčenko
- Txiki Begiristain (1 rig.)
- Josep Guardiola (1 rig.)
- Fernando Hierro
- Julio Salinas
- Luis Enrique
- Earnie Stewart
- Eric Wynalda
- Henrik Larsson
- Roger Ljung
- Håkan Mild
- Georges Bregy
- Stéphane Chapuisat
- Alain Sutter

Autoreti
- Andrés Escobar (1, pro  Stati Uniti)

### Record
- Gol più veloce: Gabriel Batistuta (Argentina-Grecia, fase a gironi, 21 giugno, 2º minuto)
- Gol più tardivo: Kennet Andersson (Romania-Svezia, quarti di finale, 10 luglio, 115º minuto)
- Primo gol: Jürgen Klinsmann (Germania-Bolivia, partita inaugurale, fase a gironi, 17 giugno, 61º minuto)
- Ultimo gol: Kennet Andersson (Svezia-Bulgaria, finale 3º posto, 11 luglio, 67º minuto)
- Miglior attacco: Svezia (15 reti segnate)
- Peggior attacco: Grecia (0 reti segnate)
- Miglior difesa: Norvegia (1 rete subita)
- Peggior difesa: Bulgaria e Camerun (11 reti subite)
- Miglior differenza reti nella fase a gironi: Brasile (+5)
- Miglior differenza reti in tutto il torneo: Brasile (+8)
- Partita con il maggior numero di gol: Russia-Camerun 6-1 (fase a gironi, 28 giugno, 7 gol)
- Partita con il maggior scarto di gol: Russia-Camerun 6-1 (fase a gironi, 28 giugno, 5 gol di scarto)
- Partita con il maggior numero di cartellini gialli: Messico-Bulgaria (ottavi di finale, 5 luglio, 10 ammonizioni)
- Partita con il maggior numero di cartellini rossi: Messico-Bulgaria (ottavi di finale, 5 luglio, 2 espulsioni)
- Squadra con il maggior numero di cartellini gialli: Bulgaria (23 ammonizioni su 235)
- Squadra con il minor numero di cartellini gialli: Camerun (5 ammonizioni su 235)
- Squadra con il maggior numero di cartellini rossi: Bolivia, Bulgaria, Italia e Svezia (2 espulsioni su 15)
- Partita con il maggior numero di spettatori: Brasile-Italia (finale, 17 luglio, 94 194 spettatori)
- Partita con il minor numero di spettatori: Nigeria-Bulgaria (fase a gironi, 21 giugno, 44 132 spettatori)
- Media spettatori: 48 391 (5º posto nella storia dei Mondiali di calcio)

## Premi
| [ 12 ]  | Miglior marcatore (Scarpa d'oro)         | Miglior giocatore (Pallone d'oro) | Premio Yashin      | Miglior giovane | Premio FIFA Fair Play |
| ------- | ---------------------------------------- | --------------------------------- | ------------------ | --------------- | --------------------- |
| Oro     | Hristo Stoičkov Oleg Salenko (6 a testa) | Hristo Stoičkov                   | Michel Preud'homme | Marc Overmars   | Brasile               |
| Argento | Non assegnato                            | Roberto Baggio                    | Non assegnato      | Non assegnato   | Non assegnato         |
| Bronzo  | Non assegnato                            | Paolo Maldini                     | Non assegnato      | Non assegnato   | Non assegnato         |

### All-Star Team[13]
| Portieri           | Difensori                            | Centrocampisti                                    | Attaccanti                             |
| ------------------ | ------------------------------------ | ------------------------------------------------- | -------------------------------------- |
| Michel Preud'homme | Jorginho Márcio Santos Paolo Maldini | Dunga Krasimir Balăkov Gheorghe Hagi Tomas Brolin | Romário Roberto Baggio Hristo Stoičkov |

## Arbitri
UEFA
- Fabio Baldas
- Manuel Díaz Vega
- Philip Don
- Bo Karlsson
- Hellmut Krug
- Leslie Mottram
- Peter Mikkelsen
- Pierluigi Pairetto
- Sándor Puhl
- Joël Quiniou
- Kurt Röthlisberger
- Mario van der Ende

CONMEBOL
- José Torres Cadena
- Ernesto Filippi
- Francisco Lamolina
- Renato Marsiglia
- Alberto Tejada

CONCACAF
- Arturo Angeles
- Rodrigo Badilla
- Arturo Brizio Carter

CAF
- Lim Kee Chong
- Neji Jouini

AFC
- Jamal Al Sharif
- Ali Bujsaim

## Innovazioni
Oltre ai 3 punti per vittoria, vige la regola del retropassaggio, ovvero il portiere dovrà evitare di prendere la sfera con le mani, ad eccezione quando quest'ultimo avviene di testa, sennò si rischierebbe il calcio di punizione indiretto.
Ciò fu innovato il regolamento, quando la stessa Danimarca vinse gli europei di calcio 1992.
Ci fu, inoltre, per la prima volta le comparse dei nomi dei giocatori sulle maglie.

## Nella cultura di massa
- I ragazzi del Mundial (1994)
- Pasadena 1994 (2023)

### Videografia
- Federico Ferri e Federico Buffa, Storie Mondiali: Maledetti rigori (1994), Sky Sport, 2014.